# راسموس ليردورف
راسموس ليردورف (بالدنماركية: Rasmus Lerdorf)‏ (ولد في 22 نوفمبر 1968)، هو مبرمج دانماركي ويحمل جنسية كندية. نشأ وترعرع في جزيرة جرينلاند التابعة للدانمرك، ولد في مدينة كيكرتارسواج التي تطل على البحر جنوب جزيرة جرينلاند، وحصل فيما بعد على الجنسية الكندية.
ويقترن اسمه في أذهان أعضاء مجتمع المصادر المفتوحة بأنه صاحب أول إصدار من لغة البي إتش بي عام 1994، وهي لغة برمجة المواقع التي اكتسبت شهرة وجماهيرية واسعة خلال فترة زمنية قصيرة للغاية (في الواقع عشر سنوات فقط!) حتى صارت لغة يعتمد عليها من قبل المشاريع الضخمة مثل "ياهو!"، وهي اللغة ذاتها التي تم بها برمجة نصف مواقع الإنترنت، ولا يزال راسموس أحد أعضاء اللجنة الأساسية لتطوير لغة بي إتش بي بالإضافة لكونه مهندس بنية تحتية بمجموعة شركات ياهو! الشهيرة مند سبتمبر 2002 حتى العام 2010 حيث انضم إلى موقع وي باي الإلكتروني.

## الحياة المهنية
من سبتمبر 2002 إلى نوفمبر 2009 تم توظيف ليردورف من قبل شركة ياهو. كمهندس للبنية التحتية لتكنولوجيا المعلومات. في عام 2010، انضم إلى وي باي من أجل تطوير واجهة برمجة التطبيقات الخاصة بهم. طوال عام 2011 كان مستشارًا متجولًا للشركات الناشئة. وفي 22 فبراير 2012 أعلن على تويتر أنه انضم إلى إتسي. وفي يوليو 2013، انضم راسموس إلى جلستيك كمستشار أول لمساعدتهم في التكنولوجيا جديدة.
ليردورف هو متحدث متكرر في المؤتمرات التي تتحدث عن التقنية والمصادر المفتوحة في جميع أنحاء العالم. وخلال العرض الرئيسي الذي قدمه في مؤتمر OSCMS 2007، عرض ثغرة أمنية في كل مشروع من المشاريع الموجودة في المؤتمر في ذلك العام.
ظهر ليردورف أيضًا في مؤتمرات WeAreDevelopers لعامي 2017 و 2019، حيث ألقى خطابًا حول تاريخ بي إتش بي، وإصدار السابع من البي إتش بي الجديد في عام 2017، و 25 عامًا من البي إتش بي.

## الجوائز
في سنة 2003 تم إضافة اسمه إلى قائمة تي آر 35 التابعة لمعهد ماساتشوستس للتقنية كواحد من بين أفضل 100 مبتكرين في العالم تحت سن 35.

## وصلات خارجية
- مدونته الشخصية